# Дюбек, Лев Карлович
Лев Карлович Дюбек (1908—1985) — советский архитектор, руководитель проектных и исследовательских коллективов. Лауреат Ленинской премии (1980), Заслуженный архитектор РСФСР (1975).

## Биография

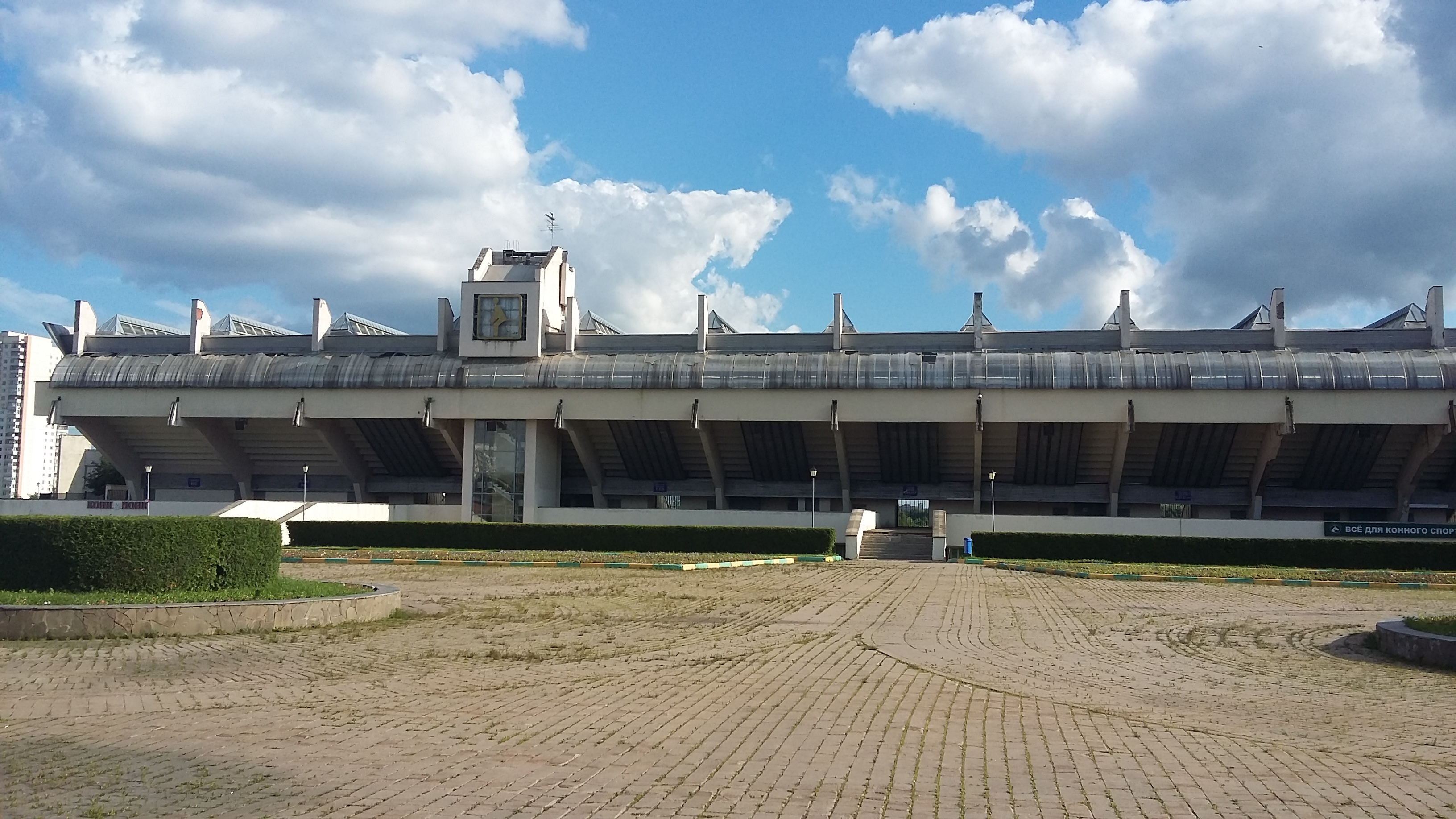
Трибуна КСК «Битца»

Лев Дюбек родился 18 марта 1908 года в Тифлисе в семье врача. В том же году с семьёй переехал в Москву. В 1924 году окончил среднюю школу и начал трудовую деятельность. Был рабочим на стройках Москвы, затем лепщиком и столяром. В 1932 году окончил архитектурный факультет Московского инженерно-строительного института.
В 1934 году поступил на работу в архитектурную мастерскую № 3 Моссовета (руководитель И. А. Голосов). Там он проработал до 1942 года. В составе авторских коллективов принимал участие в работе над рядом проектов, среди которых проект комплексной застройки «Социалистического города» Горьковского автомобильного завода. Принимал участие в конкурсах архитектурных проектов зданий Наркомата обороны, Наркомата иностранных дел, Центрального аэропорта и других. В своей автобиографии Лев Дюбек писал: «работа в мастерской И. А. Голосова явилась богатой школой архитектурного мастерства и практического опыта, оказавших огромное влияние на всю мою творческую жизнь».
Во время Великой Отечественной войны работал в Главном управлении аэродромного строительства, где руководил проектированием и строительством оборонных сооружений. После окончания воинской службы работал в Государственном комитете по делам архитектуры при Совете министров СССР, где занимался разработкой типовых проектов жилых домов, школ, больниц, ПТУ, вокзалов и других сооружений, которые предназначались для восстановления разрушенных войной городов.
В 1947—1959 годах был руководителем архитектурной мастерской Гипрогора. Перейдя на работу в ЦНИИЭП жилища в 1959 году да должность руководителя отдела, Лев Дюбек принимал активное участие в экспериментальном проектировании для Волгограда, Челябинска, Нижнего Тагила. Занимался внедрением индустриального метода домостроения. В 1961 году перешёл на работу МНИИТЭП, где сперва занимал должность главного архитектора, а затем — директора института. Лев Дюбек писал в автобиографии: «Эта работа имела большой резонанс. В ней убедительно прослеживались пути развития будущего домостроения. Впоследствии этой задаче я посвятил значительную часть своей творческой и организационной деятельности, будучи директором Научно-исследовательского института типового и экспериментального проектирования — МНИИТЭП ГлавАПУ. Эта многолетняя упорная работа, целью которой было снять возникшие противоречия между индустриальными методами домостроения и социально-градостроительными запросами, завершилась трудом — „Создание и внедрение принципиально нового метода комплексной застройки в Москве на основе системы Каталога унифицированных индустриальных изделий“, получившим высокую оценку в 1980 году — Ленинскую премию».
В 1960—1970-х годах занимался застройкой московского района Тропарёво (совместно с Б. Р. Рубаненко, А. Н. Белоконём, А. Б. Самсоновым). Принимал участие в проектировании и строительстве конноспортивного комплекса «Битца» (совместно с А. Г. Шапиро, А. Р. Кеглером, Ю. П. Ивановым и другими; Премия Совета Министров СССР). Среди других реализованных проектов Льва Дюбека застройка жилых районов Чертаново-Северное и Крылатское, а также жилые дома на Фрунзенской набережной.
Член КПСС с 1965 года, член Союза архитекторов СССР с 1938 года, член правления Московской организации Союза архитекторов с 1955 года. Автор свыше ста научных публикаций.
Умер 4 апреля 1985 года. Похоронен на Кунцевском кладбище.

## Награды и звания
- Ленинская премия (1980) — за создание и внедрение принципиально нового метода комплексной застройки в Москве на основе системы единого каталога унифицированных индустриальных изделий[3]
- Заслуженный архитектор РСФСР (1975)[3][1]
- Премия Совета Министров СССР[3]
- Почётная грамота Верховного совета РСФСР (1978)[7]
- Ордена и медали[1]